# Janet Groth
Janet Groth (* 15. November 1936) ist eine US-amerikanische Schriftstellerin und Hochschullehrerin.

## Leben
Groth stammt aus dem Mittleren Westen der USA. Von 1957 bis 1978 arbeitete sie bei der Wochenzeitschrift The New Yorker in verschiedenen Funktionen. Während dieser Jahre konnte sie dank der Großzügigkeit der Zeitschrift den Master-of-Arts-Abschluss machen, promovieren, an verschiedenen Universitäten lehren und ausgedehnte Reisen in Europa durchführen.
Zu den Orten von Groths Lehrtätigkeit gehören das Vassar College und das Brooklyn College. 1978 ging sie an die University of Cincinnati. Sie war Dozentin im Fulbright-Programm in Norwegen, Gastdozentin an der Yale University und lehrte zuletzt Englische Sprache in den Sommerkursen der Columbia University in Manhattan, New York City. Sie wurde als Professorin der State University of New York in Plattsburgh emeritiert. Sie lebt in New York City.
Sie veröffentlichte drei Bücher über den Literaturkritiker Edmund Wilson. 2012 erschien ihre Autobiografie The Receptionist.

## Veröffentlichungen
- Edmund Wilson. A Critic for Our Time. Ohio University Press, Athens 1989, ISBN 0-8214-0919-0.
- Herausgeberin, mit David Castronovo: From the uncollected Edmund Wilson. Ohio University Press, Athens, Ohio 1995, ISBN 0-8214-1127-6.
- mit David Castronovo: Edmund Wilson: The Man in Letters. Ohio University Press, Athens, Ohio 2001, ISBN 0-8214-1420-8.
- mit David Castronovo: Critic in Love. A Romantic Biography of Edmund Wilson. Shoemaker & Hoard, Emeryville 2005, ISBN 1-59376-050-7.
- The Receptionist. An Education at „The New Yorker“. Algonquin Press, Chapel Hill, North Carolina, USA 2012, ISBN 978-1-61620-131-9.